# سیلیکا ژل
سیلیکا ژل یک بسپار سه‌بعدی است که از واحدهای چهاروجهی دی‌اکسید سیلیسیم تشکیل شده‌است. این ماده یک مادهٔ متخلخل است. از کاربردهای سیلیکاژل می‌توان به کاربرد آن به عنوان یک کاتالیزگر، مادهٔ خشک‌کن یا در سوانگاری اشاره کرد.
سیلیکاژل جاذب خوبی برای آب، الکل، فنولها، آمین‌ها، و . . . است که این کار را از راه پیوندهای هیدروژنی انجام می‌دهد. ظرفیت جذب‌کنندگی سیلیکاژل در دماهای پایین بیشتر از آلومینا و زئولیت است، با این وجود اگر میزان رطوبت کم باشد، نسبت به زئولیت خاصیت جذب‌کنندگی کمتری نشان می‌دهد. در مقابل احیای سیلیکاژل ساده‌تر است و با حرارت دادن آن تا دمای ۱۵۰ درجهٔ سلسیوس ممکن می‌شود، این در حالیست که زئولیت باید تا حدود ۳۵۰ درجهٔ سلسیوس حرارت داده شود. با توجه به این خواص سلیکاژل در محیط‌هایی که دما پایین، میزان فشار بخار آب متوسط، و ظرفیت جذب‌کنندگی زیادی نیاز است استفاده می‌گردد.

## تاریخچه
این ماده در جنگ جهانی اول برای جذب سطحی بخار آب و گاز موجود درون ماسک گازاشک‌آور استفاده شده‌است.

روش سنتز این ماده نخستین بار توسط پروفسور و شیمی‌دان والترپاتریک در دانشگاه دانشگاه جانز هاپکینز در سال ۱۹۱۹ ثبت شده‌است.

این ماده در جنگ جهانی دوم برای محافظت لوازم ارتشی از آسیب رطوبت ٫ خشک نگه داشتن پنی سیلین و به عنوان کراکینگ کاتالیزوری سیال بستربرای محافظت از سوخت‌های با عدد اکتان بالا استفاده می‌شده‌است.

## خطرات
این ماده غیر سمی ٫ غیرقابل اشتعال و واکنش ناپذیر است و تنها با موادی نظیر هیدروژن فلورید ٫ اکسیژن دی فلورید٫ کلرین تری فلورید ٫ اسیدها و بازهای قوی و اکسیدکننده‌ها واکنش می‌دهد.

غبار ناشی از دانه‌های این ماده برای پوست ٫ چشم‌ها و مجراهای تنفسی سوزش‌آور است بنابراین در هنگام استفاده از این ماده باید احتیاط لازم صورت گیرد.

غبارهای شفاف این ماده بیماری به نام سیلیکوزیسکه یک بیماری شغلی-ریوی بر اثر تنفس‌های طولانی مدت غبارهای سیلیس است را در پی دارد. اما غبارهای غیر شفاف آن سخت شده‌است و بیماری به وجود نمی‌آورد.

## کاربرد

### خشک کن
سیلیکا ژل به عنوان یک ابزار حفاظت برای کنترل رطوبت نسبی در نمایشگاه‌ها، کتابخانه‌ها و موزه‌ها استفاده می‌شود.

### شیمی
در شیمی، سیلیکا ژل در کروماتوگرافی به عنوان یک فاز ثابت استفاده می‌شود

### بستر گربه
سیلیکا ژل به تنهایی یا همراه با مواد سنتی تر مانند خاک رس، به عنوان بستر گربه استفاده می‌شود.

### تصفیه آب
با توجه به خواص جذب آب سیلیکا ژل، از آن در فیلترهای دستگاه تصفیه آب خانگی استفاده می‌شود.

### ترانسفورماتور
سیلیکا_ژل اندیکاتوردار، در ترانسفورماتور های خطوط برق هم کاربرد دارد، که به عنوان صافی روغن و رطوبت گیر در آن ها استفاده می‌شود.

## استفاده خانگی از سیلیکاژل
1. در باغچه
2. در زیر صندلی های ماشین
3. در چاه فاضلاب
4. در کنار استادیوم
5. در استودیو های دوبلاژ
6. در جعبه ساز ها (تار، سه تار، سنتور و...)

## شاخص رطوبت ( ژل سیلیس آبی و نارنجی )[۸]
ژل سیلیکا ممکن است با یک نشانگر رطوبت که به تدریج رنگ خود را تغییر می دهد هنگام انتقال از حالت بدون آب (خشک) به حالت هیدراته (مرطوب) تغییر یابد. شاخصهای متداول کبالت (II) کلرید و متیل بنفشه هستند. کلرید کبالت (II) وقتی که خیس است ، به رنگ آبی عمیق است ، اما سمی و سرطان زا است و در ژوئیه 2000 توسط اتحادیه اروپا به عنوان ماده سمی مجدداً طبقه بندی شد. متیل بنفشه می تواند برای تغییر از نارنج به سبز یا نارنجی به بی رنگ تبدیل شود. همچنین سمی و بالقوه سرطان زا است  ، اما برای استفاده های دارویی از آن به اندازه کافی ایمن است.